# Nikołaj Sołowjow (zapaśnik)
Nikołaj Nikołajewicz Sołowjow (ros. Николай Николаевич Соловьёв; ur. 12 lipca 1931 w Rodnikach, w  zm. 15 listopada 2007 w Petersburgu) – radziecki zapaśnik walczący w stylu klasycznym. Złoty medalista olimpijski z Melbourne 1956, w kategorii do 52 kg.
Mistrz ZSRR w 1955 i 1959; drugi w 1958; trzeci w 1954 roku. Był wiceprezesem federacji zapasów w stylu klasycznym w Petersburgu. Trener.